# Reform School Girl
Série Rebel Highway
Cool and the Crazy
(1994)
Pour plus de détails, voir Fiche technique et Distribution.
Reform School Girl est un téléfilm américain réalisé par Jonathan Kaplan, diffusé en 1994.
Ce téléfilm fait partie de Rebel Highway, une anthologie rendant hommage aux films de « séries B » des années 1950 produits par American International Pictures et souvent diffusés en double programme et/ou dans des drive-in. Ces nouvelles versions mettent en scène de jeunes acteurs « en vogue » des années 1990.

## Synopsis
Donna Patterson cherche à échapper à une vie difficile. Elle doit sans cesse repousser les avances de son tuteur légal, son oncle Charlie. Elle rencontre un petit délinquant, Vince. Alors qu'ils roulent à bord d'une voiture volée, ils ont un accident. Tandis que Vince prend la suite, Donna est arrêtée. Cette dernière ne peut même pas identifier Vince, ne connaissant même pas son nom de famille. Elle est envoyée à la McCarthy Reform School, une institution pour adolescentes délinquantes. Donna est par ailleurs contrariée que son oncle tourne désormais son attention vers sa petite sœur, Cathy.
Dans la reform school, Donna se lie d'amitié avec quelques filles dont une kleptomane surnommée « Dink ». Mais comme à la maison, Donna est confrontée aux avances d'un autre homme, le psychologue de l'établissement. Ce dernier va jusqu'à l'accuser de s'être jetée sur lui. Donna est donc envoyée à l'isolement. Elle se fait après cela remarquer par l'entraîneur Buxbaum pour sa vitesse à la course à pied. Buxbaum en parle à la directrice Evelyn Turnbull, une médaillée olympique. La directrice propose une libération anticipée à Donna si elle remporte une compétition sur piste à la Velmont Academy, une école préparatoire pour filles à Hillsdale. Mais Donna va être trahie par Dink.

## Fiche technique
Sauf indication contraire, les informations mentionnées dans cette section peuvent être confirmées par la base de données cinématographiques IMDb,  présente dans la section « Liens externes ».
- Titre original : Reform School Girl
- Réalisation : Jonathan Kaplan
- Scénario : Bruce Meade, d'après une histoire d'Edward Bernds et Bruce Meade, d'après le film Reform School Girl écrit et réalisé par Edward Bernds
- Musique : Hummie Mann
- Montage : Michael D. Ornstein
- Décors : Deborah Raymond et Dorian Vernacchio
- Photographie : James Chressanthis
- Production : Lou Arkoff, Debra Hill, Willie Kutner

Producteur associé : Amy Grauman Danziger
Coproducteur : Llewellyn Wells
- Sociétés de production : Showtime et Drive-In Classics
- Distribution : Showtime (TV), Dimension Films (DVD)
- Durée : 85 minutes
- Budget : 1,3 million de dollars[2]
- Pays d'origine :  États-Unis
- Langue originale : anglais
- Format : couleur - 4/3 - 35 mm - son stéréo
- Genre : drame
- Dates de sortie :

 États-Unis : 23 septembre 1994 (1re diffusion sur Showtime)

## Distribution
- Aimee Graham : Donna Patterson
- Teresa DiSpina : Carmen Peña
- Matt LeBlanc : Vince
- Carolyn Seymour : Evelyn Turnbull
- Eleanor O'Brien : Angela « Dink » Dinkens
- Samaria Graham : Priscilla Wells
- Marissa Ribisi : Joanie Dubois
- Catherine Paolone : Miriam Mather
- Nick Chinlund : Dr. Ted Meeks
- Dino Anello : le coach Buxbaum
- Harry Northup : oncle Charlie
- Alix Koromzay : Josie
- Tara Strong : Lucille
- Katie Leigh : une fille à McCarthy
- Wendy Schaal : une fille à Velmont
- Leo Rossi : le disc jockey

## Production
Lou Arkoff (en) (fils de Samuel Z. Arkoff) et Debra Hill lancent la série de téléfilms Rebel Highway. Ils invitent plusieurs réalisateurs confirmés comme William Friedkin, Joe Dante, Uli Edel, ou encore John Milius. Chacun doit choisir un titre parmi les anciens films produits par Samuel Z. Arkoff via American International Pictures. Chaque réalisateur ou réalisatrice peut ensuite engager les scénaristes de leur choix, créer l'histoire de leur choix (similaire ou non à celle du film original). Chaque cinéaste peut également choisir son directeur de la photographie, son monteur et dispose du final cut.
Chaque téléfilm dispose d'un budget de 1,3 million de dollars et de seulement douze jours de tournage. Les acteurs choisis doivent être des personnalités en pleine ascension.
Ce téléfilm tire son titre et en partie son intrigue du film du même nom (en) d'Edward Bernds. Ce film est sorti en 1957 en double programme avec Vive le rock (Shake, Rattle & Rock!), autre film qui a inspiré un téléfilm de Rebel Highway.

## Musique
Dans ce téléfilm, on peut entendre plusieurs chansons comme :
- I'm in Love Again de Fats Domino
- Baby, I Miss You de The Popsicles
- The Stroll de The Smithereens
- Long Blond Hair de Johnny Towers
- Hip Twist de Robert Sharples
- Little Mike de The Rockin' Bros.

## Commentaire
Leo Rossi, qui incarne ici le disc jockey, a tenu un tout autre rôle dans un autre téléfilm Rebel Highway, Runaway Daughters de Joe Dante.

## Les téléfilmsRebel Highway
1. Roadracers de Robert Rodriguez, avec David Arquette et Salma Hayek (22 juillet 1994)
2. Confessions d'une rebelle (Confessions of a Sorority Girl) d'Uli Edel, avec Jamie Luner et Alyssa Milano (29 juillet 1994)
3. Motorcycle Gang de John Milius, avec Gerald McRaney et Jake Busey (9 août 1994)
4. Runaway Daughters de Joe Dante, avec Julie Bowen et Paul Rudd (12 août 1994)
5. Girls in Prison de John McNaughton, avec Anne Heche et Ione Skye (19 août 1994)
6. Shake, Rattle and Rock! d'Allan Arkush, avec Renée Zellweger et Howie Mandel (26 août 1994)
7. Dragstrip Girl de Mary Lambert, avec Mark Dacascos et Natasha Gregson Wagner (2 septembre 1994)
8. Vilaines Filles et Mauvais Garçons (Jailbreakers) de William Friedkin, avec Antonio Sabato Jr. et Shannen Doherty (9 septembre 1994)
9. Cool and the Crazy de Ralph Bakshi, avec Jared Leto et Alicia Silverstone (16 septembre 1994)
10. Reform School Girl de Jonathan Kaplan, avec Aimee Graham et Matt LeBlanc (23 septembre 1994)